# 薩爾弗斯普林斯 (印地安納州)
薩爾弗斯普林斯（英語：Sulphur Springs）是一個位於美國印地安納州亨利縣的城鎮。

## 人口
根據2010年美國人口普查的數據，薩爾弗斯普林斯的面積為1.83平方千米，當中陸地面積為1.83平方千米，而水域面積為0.00平方千米。當地共有人口399人，而人口密度為每平方千米218人。